# Éducation prioritaire en France

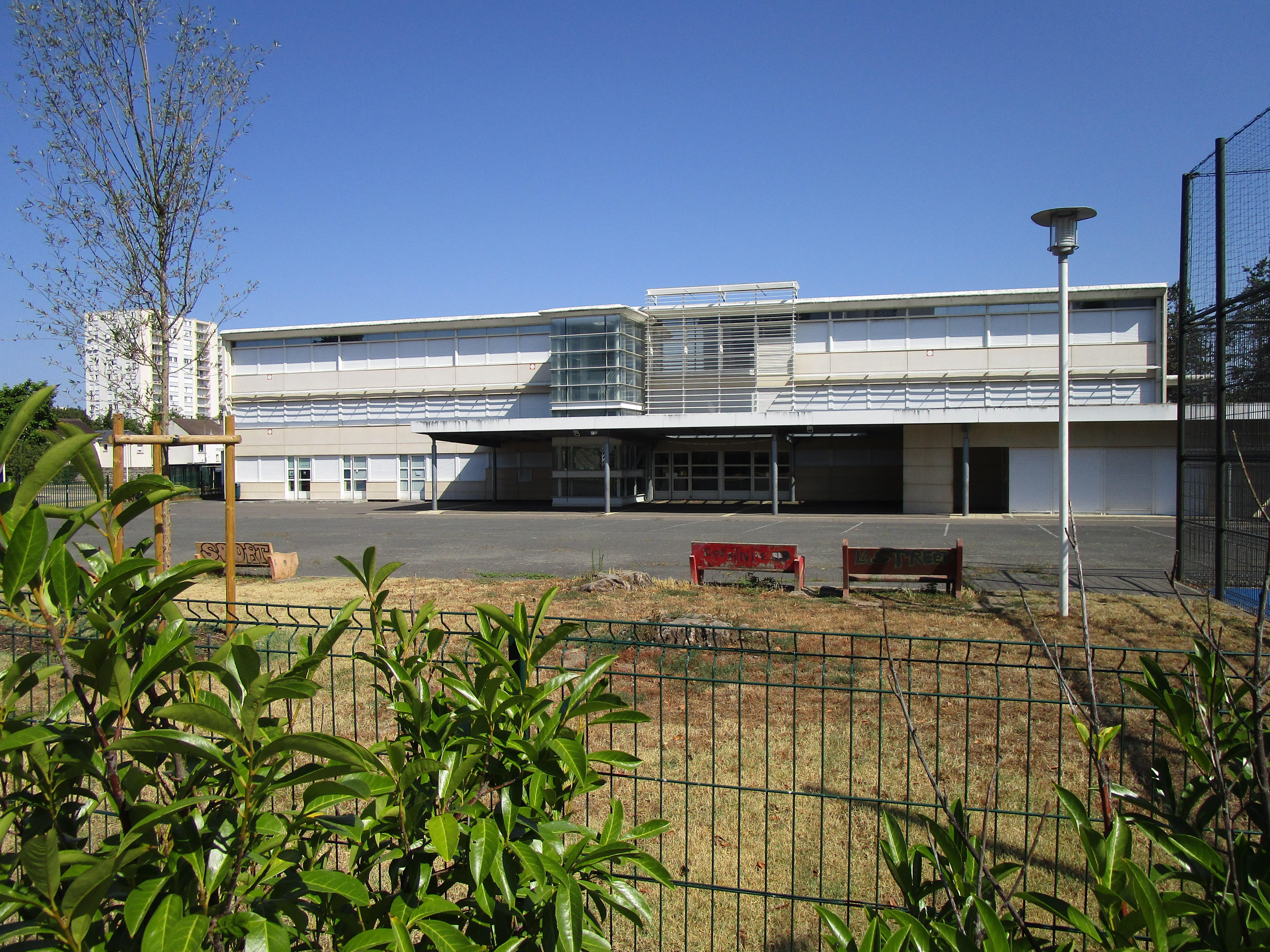
Le collège Jacques Decour (REP+) du quartier de la Rabaterie, Saint-Pierre-des-Corps.

L'éducation prioritaire en France est une politique menée depuis 1981, par le ministère de l'Éducation nationale pour répondre au constat de la concentration de difficultés sociales qui ont des effets sur les résultats scolaires dans des écoles et collèges où les élèves de milieux populaires sont significativement plus nombreux que dans la moyenne des écoles et collèges de France. Ses objectifs d'égalité des chances et de réussite de tous ont peu varié dans le temps, en revanche sa conception et son pilotage ont connu une histoire peu linéaire.
Comme le dit le site du ministère de l'Éducation nationale : « La politique d’éducation prioritaire a pour objectif de corriger l’impact des inégalités sociales et économiques sur la réussite scolaire par un renforcement de l’action pédagogique et éducative dans les écoles et établissements des territoires qui rencontrent les plus grandes difficultés sociales ». Ses principales orientations actuelles sont rassemblées dans un référentiel partagé par tous les réseaux d'éducation prioritaire.

## Histoire de l’éducation prioritaire

### Naissance du concept de démocratisation de la formation scolaire
Le but de l’école républicaine, obligatoire et gratuite de Jules Ferry était de mener tous les citoyens au niveau d'éducation nécessaire à l'exercice normal de leurs responsabilités démocratiques, en leur enseignant sa fameuse trilogie : « Le français, la morale, le calcul ». L'obligation scolaire s'applique à partir de 6 ans, pour tous les enfants français ou étrangers résidant en France. En 1959, cette obligation a été prolongée jusqu'à l'âge de 16 ans révolus. Dès la fin des années 1960, les travaux de Bourdieu et Passeron montrent dans leur ouvrage La Reproduction les inégalités de destins scolaires. Le principal objectif du système éducatif est alors de réussir la massification de l’école obligatoire puis l’allongement des durées des études et la massification du lycée afin d’élever le niveau de formation des jeunes compte tenu des besoins de qualifications qui s’élèvent dans la société. La mise en place du collège unique par la loi Haby doit contribuer à cette élévation du niveau de formation des nouvelles générations.
Cette massification révèle davantage encore les inégalités des destins scolaires déjà repérées par Baudelot et Establet dès le début des années 70 en ce qui concerne l’organisation de l’école primaire en filières et ses effets. Ces travaux de sociologie ont ainsi montré l’importance de l’origine sociale des élèves, en insistant notamment sur le rôle joué par « l’environnement familial et social », et plus particulièrement par la situation socio-économique des parents, sur la réussite scolaire. D’autres recherches montreront également comment inégalités sociales et disparités spatiales se conjuguent et se renforcent. On observe en outre à cette période d’une part une concentration de ces populations défavorisées dans certains quartiers, d’autre part que les populations immigrées qui rejoignent la France sont le plus souvent concentrées dans ces quartiers.
Cela amène des enseignants de l’école du port à Gennevilliers à rechercher des solutions à proposer aux autorités académiques pour pouvoir enseigner les élèves de ces écoles comme on enseigne les autres élèves. Alain Bourgarel enseignant puis directeur raconte les premières réflexions pour une éducation prioritaire en France. Il observe notamment l’intérêt des EAZ (éducation action zones) en Grande-Bretagne.

### Une nouvelle politique publique en 1981
En 1981 en France, la création des zones d’éducations prioritaires a été la première mesure de discrimination positive. À l'occasion de l’arrivée de la gauche au pouvoir en mai 1981, le ministre Alain Savary, qui partage ce constat alarmant sur l’égalité des chances à l’école, propose le déploiement de cette nouvelle politique publique en France qui devra modifier significativement le fonctionnement du système éducatif. Elle sera lancée par une circulaire dès le mois de juillet 1981. Elle est alors ainsi définie : « Son but prioritaire est de contribuer à corriger cette inégalité par le renforcement sélectif de l’action éducative dans les zones et dans les milieux sociaux où le taux d’échec scolaire est le plus élevé. La politique du Gouvernement consiste en effet à subordonner l’augmentation des moyens à leur rendement escompté en termes de démocratisation de la formation scolaire. C’est cet objectif qui doit être central pour tous ceux qui sont chargés de la mettre en œuvre ». L’objectif de massification est désormais complété d’un objectif de démocratisation pour réduire le taux d’échec scolaire lié aux situations sociales et à leur concentration dans certaines « zones ». L’idée qui sous-tend cette politique est que « l’inégalité de traitement doit rétablir l’égalité. »
L’objectif de massification du système éducatif est désormais complété d’un objectif de démocratisation pour réduire le taux d’échec scolaire lié aux situations sociales et à leur concentration dans certaines « zones ». Dès la première circulaire apparaissent quatre caractéristiques qui ne quitteront pas cette politique jusqu'à aujourd'hui :
- La définition des zones en fonction d'indicateurs objectivés,
- la construction d'une réponse éducative adaptée localement, répondant à un diagnostic et proposant des objectifs pédagogiques réalistes,
- l'animation du travail en réseau et en partenariat par une équipe,
- le renforcement des moyens d'action essentiellement en postes d'enseignants.

Nous sommes alors dans le premier âge de cette politique telle que le décrit Jean-Yves Rochex dans un article sur les trois âges des politiques d'éducation prioritaire en Europe. D'autres circulaires vont compléter et préciser la circulaire de juillet 1981. Celle de décembre 1981 précise la notion de zone en proposant la terminologie de « zone prioritaire ». Elle affine la conception des indicateurs à prendre en compte pour déterminer les zones en question (ceci est très détaillé dans les trois annexes de cette circulaire), elle précise ce qui est attendu de chacun des projets de zone. C'est la première fois que la notion de projet est introduite dans les attentes institutionnelles : le projet de zone prioritaire préfigurera le projet d'établissement (1985) et le projet d'école (1989). Cette circulaire précise également les modalités de l'animation et du suivi des projets de zones. L'accent est mis en particulier sur l'intérêt d'un travail entre les différents cycles d'enseignement et sur une logique d'animation non hiérarchique qui peinera à voir véritablement le jour (« l'initiative et la conduite des projets doivent appartenir aux personnes qui sont confrontées aux difficultés concrètes et quotidiennes que connaît la zone dans laquelle elles vivent ou travaillent »).
Chaque zone doit adopter un projet éducatif propre en concertation avec les différents acteurs de la communauté éducative et les représentants des collectivités territoriales après une « étude préalable de l’ensemble des déficiences éducatives d’une zone et des facteurs positifs sur lesquels peut s’appuyer l’école », précise Alain Savary. En 1982, une nouvelle circulaire porte sur « Conception et mise en œuvre de projet dans les zones connaissant des difficultés scolaires et dans les établissements à la recherche d’une vie éducative nouvelle ». La circulaire de décembre 1982 complétera le dispositif par une demande de retour d'information vers le ministère.

### Évolutions de la politique d'éducation prioritaire
L'histoire de la politique d'éducation prioritaire de 1983 à aujourd'hui est rythmée principalement par les alternances politiques : quand la gauche est au pouvoir, la politique est relancée, (81-84 puis 90-92, 97-99) quand c'est la droite parlementaire, elle n'est pas particulièrement pilotée comme cela a pu être rappelé dans le rapport de diagnostic de la MAP - modernisation de l'action publique- (juillet 2013)Les choses changent à partir de 2006 où un autre gouvernement s'inscrit dans le principe de cette politique publique pour la modifier en mettant en place les RAR (Réseaux ambition réussite) puis un autre gouvernement en 2011 met en place une autre déclinaison appelée ECLAIR (Écoles collèges lycées pour l'ambition, l'innovation et la réussite).
Au cours de cette histoire, on assiste à deux mouvements complémentaires relativement à la carte de l'éducation prioritaire : d'une part un mouvement d'extension de la carte et donc du nombre d'élèves concernés par cette politique, d'autre part à un mouvement de concentration de moyens sur des zones plus particulièrement difficiles (RAR puis ECLAIR et enfin REP+ aujourd'hui). En outre tout au long de ces années, la politique d'éducation prioritaire sert clairement de poste avancé des politiques d'éducation en France. On a pu voir que le projet y trouve son origine, ce sera aussi le cas du contrat et des mesures relatives à la continuité entre l'école et le collège. C'est également le cas actuellement pour la réduction des effectifs dans les premières années de l'école élémentaire.
Chacune des grandes étapes de cette histoire est marquée par des rapports importants : rapport de Francine Best en 1992, rapport de Catherine Moisan et Jacky Simon en 1997, rapport d'Anne Armand et Béatrice Gille en 2006, travaux des états généraux de la violence à l'école de 2010, travaux de la modernisation de l'action publique de 2013. Durant toute cette période, de nombreux chercheurs produiront également une réflexion de fond sur la question de la réussite scolaire en milieu défavorisé. On peut citer par exemple Gérard Chauveau, Bernard Charlot et les équipes de recherche ESCOL et RESEIDA avec notamment Jean-Yves Rochex et Élisabeth Bautier.

#### Les années 1990-1992: de la zone prioritaire à la zone d'éducation prioritaire
- La circulaire du 7 décembre 1992[17] introduit les notions de prévention et de formation de personnels en Zone d'éducation prioritaire.
- La circulaire du 26 janvier 1994 souhaite renforcer la collaboration avec la politique de la ville et insiste sur la réussite de tous les élèves.

#### Les années 1997-1999: de la zone au réseau et du projet au contrat
- Le rapport Moisan-Simon de 1997 insiste sur les objectifs pédagogiques et le pilotage. Il préconise comme solution aux problèmes des ZEP la stabilisation des équipes éducatives. Cependant, il constate que les primes ne suffisent pas pour cela. Il existe alors 563 zones.
- En 1999, la politique des Zones d'éducation prioritaire est jugée insuffisante. 869 Réseaux d’Éducation Prioritaire (REP) sont créés afin de lutter contre l’isolement des Zones d'éducation prioritaire qui, cependant, restent un noyau central du dispositif.

#### L'année 2006: les réseaux ambition réussite
Une réforme a eu lieu à la rentrée 2006. En lieu et place des réseaux existants dans l’éducation prioritaire (ZEP et REP), ont été constitués les 254 réseaux ambition réussite (RAR) et les autres réseaux dits « de réussite scolaire » (RRS). Ce plan de relance à l'éducation prioritaire s'articule en trois niveaux (ep1, ep2, ep3). Le but des RAR est de favoriser l'égalité des chances et l'articulation du projet entre l'école, la famille et les partenaires. La réforme accentue également le pilotage académique des ZEP, avec pour objectif de réduire le nombre d'établissements concernés afin de concentrer les moyens sur les collèges les plus en difficulté.
- les établissements EP1 : ils font partie des 249 réseaux « ambition réussite », concentrent les plus grandes difficultés et disposent de moyens supplémentaires, c'est-à-dire 1 000 enseignants supplémentaires et 3 000 assistants pédagogiques[19] ;
- les établissements EP2 : ils se caractérisent par une plus grande mixité sociale et continuent à recevoir les mêmes aides qu’auparavant ;
- les établissements EP3 : ils sortiront progressivement du dispositif dans un délai de trois ans à partir de la décision si les conditions sont remplies. Les moyens seront adaptés en fonction du nombre d’élèves restant en difficulté.

#### Les années 2010-2013 CLAIR puis ECLAIR
La conception de l'éducation prioritaire évolue en fonction d'orientations relatives à la prévention des violences. Le dispositif CLAIR est proposé en réponse à des besoins évoqués.
L’éducation prioritaire est alors composée de deux entités distinctes :
- les réseaux ÉCLAIR qui concentrent un public issu majoritairement des catégories sociales scolairement défavorisées,
- les RRS dans lesquels le public est généralement plus hétérogène.

Depuis la rentrée 2011, le programme « écoles, collèges, lycées pour l’ambition, l’innovation et la réussite » (ÉCLAIR) est devenu le « centre des politiques de l’éducation nationale en faveur de l’égalité des chances ». Expérimenté dans 105 établissements, relevant ou non de l’éducation prioritaire, à la rentrée 2010 (circulaire no 2010-096 du 7-7-2010), il a été étendu à la quasi-totalité des RAR à la rentrée 2011 (245 collèges en RAR sur 254 font partie du dispositif ÉCLAIR).
À la rentrée 2012, le nombre des écoles et établissements inscrits dans le programme ÉCLAIR est de 2 096 (dont 951 maternelles et 1 145 élémentaires) 333 EPLE (dont 301 collèges, 14 lycées, 18 lycées professionnels) et 4 internats d’excellence. 782 collèges et environ 4 676 écoles sont en RRS.
En 2013, le ministère publiait les chiffres suivants :
| Établissement                    | Écoles    | Collèges | Lycées |
| -------------------------------- | --------- | -------- | ------ |
| RRS                              | 690 152   | 366 771  | 15 556 |
| ÉCLAIR                           | 351 135   | 142 276  | 21 652 |
| Total                            | 1 041 287 | 509 047  | 37 208 |
| Total des élèves scolarisés en % | 17,9 %    | 19,6 %   | 1,95 % |

#### Les années 2013-2017 La refondation de l'éducation prioritaire
Le constat est établi que la politique d'éducation prioritaire n'est pas parvenue à réduire les écarts de résultats entre les écoles et collèges de l'éducation prioritaire et les autres écoles et collèges. Aussi, faut-il refonder la politique pour lui donner plus d'efficacité. Les ministres Vincent Peillon et George Pau-Langevin décident de confier une mission à une équipe dans le cadre de la modernisation de l'action publique (MAP). Celle-ci doit leur faire des propositions pour la fin de l'année 2013 en vue d'une mise en œuvre d'une politique d'éducation prioritaire refondée à la rentrée 2015. Un premier rapport diagnostic paraît en juillet, il donne lieu, à l'automne, à des discussions au sein des équipes de l'éducation prioritaire lors d'assises interacadémiques qui permettent l'expression de toutes les parties prenantes. Celles-ci alimentent un rapport final qui va orienter les décisions des ministres qui sont proposées en janvier 2014 accompagnées d'un référentiel pour l'éducation prioritaire qui rassemble les fruits de la recherche des travaux des inspections générales et des apports des acteurs de l'éducation prioritaire dans un ensemble de principes systémiques.
En 2014, Vincent Peillon révise la carte des ZEP avec de nouveaux réseaux (REP et REP +), comprenant chacun un collège et les écoles de son secteur sans traiter la question des lycées qui est reportée.
Du printemps 2016 à janvier 2017, plusieurs dizaines de lycées de ZEP organisent des jours de grève, ces établissements craignant de ne plus faire partie dans le futur de la carte de l’éducation prioritaire. Najat Vallaud-Belkacem est contrainte de prolonger la « clause de sauvegarde » jusqu’en 2019 et promet une « dotation exceptionnelle » de 450 emplois à la rentrée 2017, des annonces jugées « précaires » et « dérisoires » par les collectifs enseignants.

#### De 2017 à 2020: dédoublement des CP et fin de l'éducation prioritaire au lycée
Le ministre Jean-Michel Blanquer porte le programme présidentiel qui prévoyait le dédoublement des classes de CP et de CE1 dans les écoles de l'éducation prioritaire (REP et REP+) ainsi que l'augmentation de l'indemnité versée aux enseignants des écoles et collèges REP+.
En 2020, les lycées sont définitivement évincés de l'éducation prioritaire, avec la fin des mesures transitoires pour les établissements antérieurement classés ZEP et Eclair.

## Objectifs

### La réussite de tous
L’objectif majeur de l’éducation prioritaire est de promouvoir l’égalité des chances et la réussite de tous.
Il s'agit que tous les élèves parviennent en fin de scolarité obligatoire à acquérir le socle commun de connaissances, de compétences et de culture qui se décline en cinq domaines :
1° les langages pour penser et communiquer : ce domaine vise l'apprentissage de la langue française, des langues étrangères et, le cas échéant, régionales, des langages scientifiques, des langages informatiques et des médias ainsi que des langages des arts et du corps ;
« 2° les méthodes et outils pour apprendre : ce domaine vise un enseignement explicite des moyens d'accès à l'information et à la documentation, des outils numériques, de la conduite de projets individuels et collectifs ainsi que de l'organisation des apprentissages ;
« 3° la formation de la personne et du citoyen : ce domaine vise un apprentissage de la vie en société, de l'action collective et de la citoyenneté, par une formation morale et civique respectueuse des choix personnels et des responsabilités individuelles ;
« 4° les systèmes naturels et les systèmes techniques : ce domaine est centré sur l'approche scientifique et technique de la Terre et de l'Univers ; il vise à développer la curiosité, le sens de l'observation, la capacité à résoudre des problèmes ;
« 5° les représentations du monde et l'activité humaine : ce domaine est consacré à la compréhension des sociétés dans le temps et dans l'espace, à l'interprétation de leurs productions culturelles et à la connaissance du monde social contemporain. »
Pour y parvenir, les enseignants et les pilotes des réseaux d'éducation prioritaire sont invités à développer des perspectives indiquées dans un référentiel de l'éducation prioritaire qui est le fruit d'un travail collaboratif qui a associé les inspections générales, la recherche et des enseignants.
Celui-ci propose six principales orientations qui sont déclinées en 78 propositions concrètes :
- Garantir l’acquisition du « Lire, écrire, parler » et enseigner plus explicitement les compétences que l’école requiert pour assurer la maîtrise du socle commun ;
- Conforter une école bienveillante et exigeante ;
- Mettre en place une école qui coopère utilement avec les parents et les partenaires pour la réussite scolaire ;
- Favoriser le travail collectif de l’équipe éducative ;
- Accueillir, accompagner, soutenir et former les personnels ;
- Renforcer le pilotage et l’animation des réseaux.

### Les mesures qui accompagnent cet objectif
- orientation positive ;
- améliorer l’ambiance et la vie scolaire ;
- continuité des apprentissages école/collège ;
- renforcer le lien école/famille ;
- réduire les écarts à l’entrée en 6e et à la réussite au brevet : il faut chercher à réduire les écarts de la proportion d’élèves entrant en 6e avec au moins un an de retard et l’écart de la réussite au brevet ;
- réduire les écarts entre les établissements.

## Les moyens de l’éducation prioritaire

### Les mesures à mettre en place
Selon la circulaire du 30 mars 2006 intitulée Principes et modalités de la politique de l’éducation prioritaire, l’éducation prioritaire doit renforcer la structuration et le pilotage pédagogique dans les réseaux de l’éducation prioritaire ; et renforcer et accompagner les équipes pédagogiques dans les écoles et les collèges des réseaux « ambition réussite ». Aujourd’hui, il faut redonner aux zones d’éducation prioritaires les moyens d’exercer. Cela passe par plus de personnels d’éducation, d’orientation et d’assistantes sociales. À l’échelle nationale, il faut généraliser le travail en équipe, entre les différents intervenants scolaires et assurer un meilleur suivi individuel de l’élève. Améliorer la formation des enseignants semble également nécessaire.
À la rentrée 2007, les modalités de l’accompagnement et des aides ciblées sont inscrites dans le projet de l’établissement : des dispositifs de soutien méthodologique et/ou disciplinaire, tutorat, études surveillées ou accompagnées, colles…

### Les moyens mis en œuvre
Dans le débat public, la priorité accordée aux ZEP se traduit principalement par des moyens supplémentaires et par des avantages statutaires pour les personnels affectés dans ces zones. Même si la politique de l’éducation prioritaire couvre un champ plus large, il importe cependant de mesurer la réalité de cette priorité dans l’attribution des moyens. Pour la mesurer, il faut distinguer, dans l'attribution des moyens, ce qui est lié à la taille de l'établissement, à la ruralité et à des facteurs tels que la fréquentation des internats et demi-pensions. Pour les emplois d'enseignants, la priorité se traduit par des classes moins chargées (Nicolas Sarkozy a promis de consacrer 1 milliard au soutien des ZEP en leur garantissant « des classes de 15 élèves »), et des postes supplémentaires pour l'animation pédagogique, les remplacements et les décharges de direction d'école. Le surcoût peut être estimé à 8 300 postes pour les écoles et 3 600 pour les collèges. Les aides-éducateurs et les personnels sociaux et de santé sont les deux autres priorités significatives. Presque tous les collèges (98 %) et une majorité d’écoles (57 %) relevant de l’éducation prioritaire ont reçu une dotation en postes d’aides éducateurs. En 2007, les moyens ont été dispersés sur 15 à 20 % des établissements scolaires. Autrement dit, on constate une augmentation des moyens.

### Les différents dispositifs
- Programmes Personnalisés de Réussite Éducative (PPRE)[26] :

Ils sont étendus au cycle d’approfondissement à l’école et à la 5e et 4e au collège. Ils sont présentés comme l’outil permettant à tous les élèves d’acquérir le socle commun de connaissances et de compétences surtout dans le domaine de la lecture. Pour qu’ils soient plus efficaces, il faut de nouvelles façons de travailler, de nouvelles approches pédagogiques : un travail d’équipe qui permet un décloisonnement des disciplines et modifie les pratiques des enseignants. De plus, ils nécessitent de concevoir des outils pédagogiques. Ce dispositif demande du temps pour les enseignants et aussi des moments de dialogue entre la famille et l’équipe pédagogique. Ils permettent également de nouer un lien affectif avec les élèves. Les PPRE représentent 12 140 emplois. Cependant, les PPRE posent certains problèmes. On constate en effet un manque de moyens : problème de budget, formation des enseignants inadaptée, manque d’accompagnement pédagogique des enseignants et de temps, suppression de postes. Ajoutons également que les PPRE sont souvent la reprise d’activités qui existaient déjà avant.
- L’École après les cours :

Elle consiste en un accompagnement éducatif de 16 à 18 heures et 4 jours par semaine. C’est un dispositif destiné à l’ensemble des collèges de l’éducation prioritaire qui met en place un temps d’aide aux devoirs et aux leçons, activités sportives, ouverture aux pratiques artistiques et culturelles. Participent à ce dispositif des enseignants volontaires, assistants d’éducation ou acteurs locaux ou associatifs.
- Les réseaux « ambition réussite » :

Les 249 réseaux « ambition réussite », mis en place depuis la rentrée 2006, ont pour objectif de répondre aux besoins scolaires de tous les élèves. Cela vise à permettre à ces élèves d’acquérir les connaissances et les compétences du socle commun dans le respect du principe de réussite pour tous. De même, les lycées labellisés « ambition réussite » doivent répondre aux besoins des collégiens issus des établissements de l’éducation prioritaire et des réseaux « ambition réussite ». De plus, l’orientation des élèves doit également être au cœur des projets de ces établissements : « il importe que ces élèves s’engagent autant qu’ailleurs dans des filières d’excellence. ».

## Évaluation et efficacité
Des évaluations sur la période 1982-1992 ont été mises en place dès 1980 pour lutter contre l’échec scolaire. L’effet de ces évaluations sur la réussite des collégiens entre 1982 et 1992 reste difficile à évaluer. Au cours de la décennie 90, des indicateurs successifs sont mis en place afin de comparer les résultats en ZEP et hors ZEP, d’identifier les facteurs de réussite des élèves, donnant lieu enfin à des évaluations plus poussées, en CE2 puis en 6e. La note de service du 8 janvier 1985 demande « la mise en place de dispositifs de suivi et d’évaluation des résultats. »Un guide méthodologique est alors mis à disposition des enseignants afin de faciliter cette évaluation. À partir de 1997, on s’intéresse plus à l’évaluation des ZEP entre elles et non plus en comparaison avec les autres zones scolaires. Depuis 2005, un nouveau contexte d’évaluation apparaît avec les indicateurs LOLF et la circulaire de relance de l’éducation prioritaire.
Selon une étude de l'Insee portant sur la période 1982-1992, « la mise en place des zones d’éducation prioritaire n’a eu aucun effet significatif sur la réussite des élèves ». Selon cette étude, les moyens supplémentaires profitent aux enseignants et non directement aux élèves. Conséquence de la persistance des problèmes, le nombre d'élèves dans les établissements de ZEP baisse, beaucoup de parents évitant ces collèges en contournant la carte scolaire quand ils le peuvent.
Les objectifs de l'éducation prioritaire n'ont pas réussi à combler de façon significative les écarts entre les élèves en éducation prioritaire et hors éducation prioritaire. Ainsi, selon l’Inspection Générale, en 2006 « les moyens supplémentaires importants - environ un milliard d’euros attribués à l’éducation prioritaire - n’ont pas réussi à augmenter sensiblement les performances des élèves.
À l'inverse, une étude menée par Thomas Piketty en 2004 concluait à un effet positif, du fait de la réduction des effectifs dans les classes, sur les inégalités scolaires en France.

### Les difficultés rencontrées
- En raison de leurs origines sociales, les familles ne sont pas à même de répondre convenablement aux besoins de leurs enfants en matière d'éducation.
- Les difficultés présentes dès l'élémentaire et le pré-élémentaire ne sont pas assez prises en compte alors que se creusent les inégalités dès la petite enfance.
- Les enseignants ont du mal à percevoir les capacités réelles des élèves, de plus face à la proportion d'élèves défavorisés dans les classes, les enseignants ont tendance à être moins exigeants et donc à diminuer leurs attentes.
- Il est difficile pour les nouveaux enseignants d'exercer dans les ZEP, pourtant plus d'un nouvel enseignant sur cinq commence sa carrière dans l’Académie de Créteil. Le problème de stabilité des équipes éducatives fait qu'il est aussi difficile d'assurer un suivi pédagogique des élèves (près d'un enseignant sur deux aura quitté l’Académie de Créteil dans les trois années qui suivent son affectation).

## Observatoires
Le Centre Alain Savary, créé en 1993 par le ministère de l'Éducation nationale au sein de l'Institut national de recherche pédagogique (INRP), avec l'Université Paris 8 et les partenaires de la politique de la ville, est un centre national de ressources sur les pratiques éducatives et sociales en « milieux difficiles », notamment en éducation prioritaire et en RAR.
L'Observatoire des zones prioritaires (OZP) est une association créée en 1990 qui « a pour objectif de favoriser les échanges et la réflexion sur l’éducation prioritaire (RAR - ZEP - REP) et plus largement sur la lutte contre l’échec scolaire et l’exclusion dans les territoires de la politique de la Ville. ».